# Санборн (Вісконсин)
Санборн (англ. Sanborn) — місто (англ. town) в США, в окрузі Ешленд штату Вісконсин. Населення — 1381 особа (2020).

## Демографія
Згідно з переписом 2010 року, у місті мешкала 1331 особа в 467 домогосподарствах у складі 329 родин. Було 584 помешкання
Расовий склад населення:
| - 80,2 % — корінних американців - 14,3 % — білих - 0,2 % — чорних або афроамериканців |

До двох чи більше рас належало 5,2 %. Частка іспаномовних становила 5,1 % від усіх жителів.
За віковим діапазоном населення розподілялося таким чином: 30,7 % — особи молодші 18 років, 60,0 % — особи у віці 18—64 років, 9,3 % — особи у віці 65 років та старші. Медіана віку мешканця становила 32,8 року. На 100 осіб жіночої статі у місті припадало 104,5 чоловіків;  на 100 жінок у віці від 18 років та старших — 104,9 чоловіків також старших 18 років.
Середній дохід на одне домашнє господарство  становив 48 122 долари США (медіана — 30 000), а середній дохід на одну сім'ю — 55 955 доларів (медіана — 47 381). Медіана доходів становила 37 792 долари для чоловіків та 35 417 доларів для жінок. За межею бідності перебувало 34,2 % осіб, у тому числі 43,5 % дітей у віці до 18 років та 27,2 % осіб у віці 65 років та старших.
Цивільне працевлаштоване населення становило 515 осіб. Основні галузі зайнятості: мистецтво, розваги та відпочинок — 30,1 %, освіта, охорона здоров'я та соціальна допомога — 17,7 %, публічна адміністрація — 15,3 %, роздрібна торгівля — 13,0 %.